# 로스 128 b
로스 128 b(Ross 128b)는 처녀자리에 위치한 로스 128를 돌고 있는 외계 행성이다. 지구에서 11광년 떨어진 외계 행성이자 가장 지구와 비슷한 행성으로 알려졌다. 반지름은 지구보다 10% 크며(지구의 1.35배(추정치)), 모항성과의 거리는 0.4AU로 공전주기는 9일에 불과하다. 지구보다 약 38%의 빛을 더 받으며 지구와 가장 질량이 비슷하다. 그럼에도 평균온도는 약 8도 정도라고 한다. 평균온도가 약 8도고, 최저기온은 약 영하 20도에서 60도 사이일 것으로 추정되고 있다. 현재 가장 지구와 비슷한 천체로 꼽히고 있으며, 글리제 581 g는 아직도 치열하게 생명체 존재 여부를 주제로 논의가 진행 중이고, 케플러-438b는 최근에 태양풍으로 행성의 대기가 파괴되고 있는 것으로 보인다.

## 외계 전파
이 별에서 온 것으로 추정되는 외계 신호가 아레시보 천문대에서 2017년 5월 감지되었다. 이 신호가 무엇인지에 대한 분석은 실패했으며, 일부에서 외계인이 보낸 것이 아니냐는 의견이 있었지만 과학자들은 위성에서 온 전파나 지구의 라디오 전파 간섭으로 보고 있다.

## 같이 보기
- 케플러-438b
- LHS 1140 b
- 루이텐 b
- 센타우루스자리 프록시마 b
- TRAPPIST-1